# Esther (automóvil)

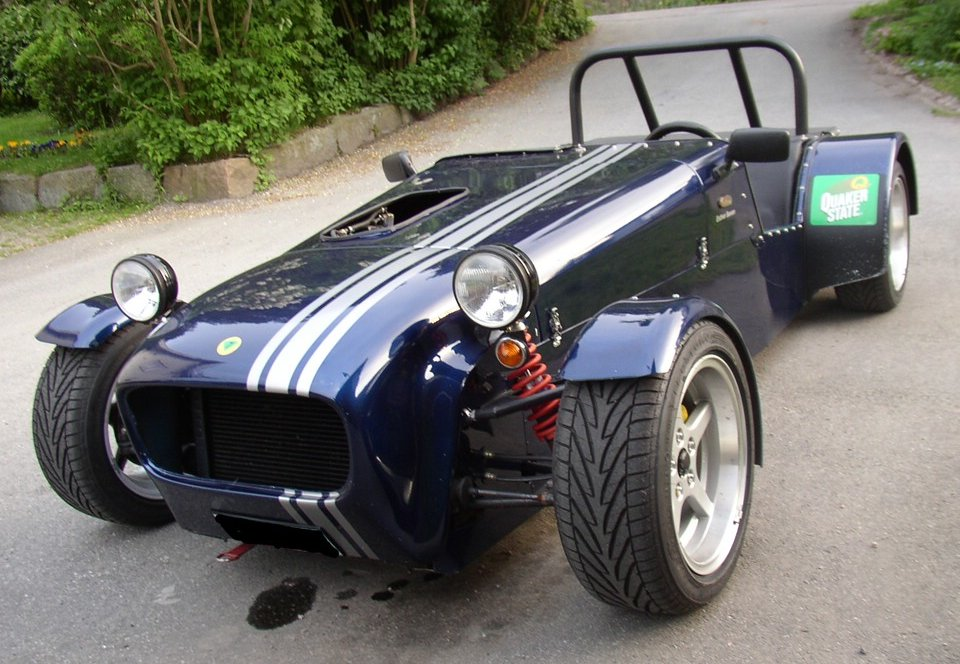
En Esther ensanchado 8 cm propulsado por un motor Volvo B20 y un eje trasero de Volvo 240.

El Esther es un automóvil basado en el Lotus Seven fabricado en Ugglerum, Suecia. La empresa fue fundada por Lars Svensson y Magnus Haferbier en 1987. Empezaron con un simple molde de madera que había sido usado anteriormente para otras copias del Lotus 7 en la zona de Kalmar. De todas formas, propusieron nuevas ideas, y su primer chasis fue vendido sin terminar y se creó un nuevo diseño, basado en el Triumph Herald, para ser usado como donante. Desde entonces, en 1988, se han vendido alrededor de 45 chasis.
Un Esther puede ser construido con motores Ford, Opel, Volvo, Alfa Romeo y VW, con eje De Dion o eje basculante y diferentes tipos de cajas de cambios de 4 y cinco relaciones.